# Клаустрофилия
Клаустрофилия е харесването на малки, затворени пространства. Името е изведено от латинското claustrum („затворено пространство“) и гръцкото philos („обичан приятел“). Състоянието е сходно, но противоположно на клаустрофобията.
Клаустрофилите предпочитат да живеят в малки апартаменти или къщи и ги намират за успокояващи. Някои клаустрофили дори могат да предпочетат да живеят в претъпкани жилища в градски район и да спят в много малко място, като килер, или дори в ковчег или кутия.
Известният писател фантаст Айзък Азимов е бил клаустрофил.